# 寛政の遺老
寛政の遺老（かんせいのいろう）は、寛政の改革を主導した松平定信が失脚した後に、定信によって取り立てられた松平信明ら幕政を主導した政治家たちのことを指す。

## 概要
寛政5年（1793年）7月23日、松平定信が老中首座および将軍補佐役を辞任すると、新たに老中首座には松平信明が就任した。
11代将軍であった徳川家斉は若年のため、その後の幕政は信明を初め、戸田氏教、本多忠籌、牧野忠精、太田資愛、安藤信成ら、寛政の改革時代に定信によって登用された老中たちと、将軍の実父徳川治済らによって主導されていくこととなった。
文化14年（1817年）に信明が死去し、牧野忠精ら他の老中らも老齢などの理由のために幕政から遠ざかることとなる。
このため、翌文政元年（1818年）以降の幕政は徳川家斉の側近から老中となった水野忠成に掌握され、収賄が横行した。
さらに失脚した田沼意次の子意正も若年寄の要職に就いて復権するなど、家斉の奢侈も加わって大御所時代に幕府財政は大きく傾くこととなる。